# Vanguard 1
Vanguard 1 est le deuxième satellite artificiel lancé par les États-Unis et le premier lancement réussi dans le cadre du programme Vanguard. Vanguard 1 est un petit satellite (1,47 kg) placé en orbite terrestre le 17 mars 1958. Conçu pour tester les capacités du lanceur Vanguard, il devait également étudier les effets de l'environnement spatial sur un satellite et ses systèmes. Il était également construit pour étudier la haute atmosphère et obtenir des données géodésiques sur le globe terrestre. C'est le premier satellite à utiliser l'énergie de cellules photovoltaïques.

## Description du satellite

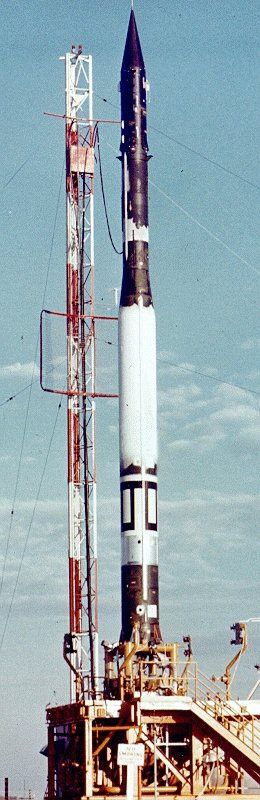
Le lanceur Vanguard TV4, prêt pour le lancement du satellite Vanguard 1.

Le satellite était une sphère d’aluminium de 1,47 kg et de 16,5 cm de diamètre. Un cylindre garni de boucliers thermiques montés à l'intérieur de la sphère contenait la charge utile de l'instrument. Il contenait un ensemble de piles au mercure, un émetteur de télémesure de 10 mW et de 108 MHz alimenté par les piles au mercure et un émetteur de balise Minitrack de 5 mW et de 108 MHz, fourni en électricité par six cellules photovoltaïques montées sur le corps du satellite. Les cellules étaient en silicium monocristallin et produisaient au total environ 1 watt avec une efficacité de 10% à 28 °C. 
Six antennes en alliage d'aluminium, actionnées par ressort, de 30 cm de long et de 0,8 cm de diamètre dépassaient de la sphère. Les émetteurs étaient principalement utilisés pour l'acquisition de données techniques et de suivi (poursuite). Le satellite Vanguard avait également deux thermistances qui mesurent la température intérieure pendant 16 jours afin de suivre l'efficacité de la protection thermique. Le premier émetteur cesse d'émettre en juin 1958, le second émet jusqu'en mai 1964 (dernier signal reçu : Quito, Équateur). 
Un dispositif de séparation cylindrique maintient la sphère attachée au troisième étage avant son déploiement. Lors du déploiement, une sangle retenant le satellite en place est relâchée et trois ressorts séparent le satellite du cylindre et du troisième étage à une vitesse relative d'environ 0,3 m/s. 

## Description du lanceur
Vanguard est la désignation utilisée à la fois pour le lanceur et le satellite. Le premier étage du lanceur à trois étages Vanguard est propulsé par un moteur-fusée à propulsion liquide GE X-405, de General Electric, de 125 000 N, propulsé par 7 200 kg de kérosène (RP-1) et d'oxygène liquide, par pression d'hélium. Il contient également 152 kg de peroxyde d'hydrogène. Il mesure 13,4 m de hauteur, et 1,14 m de diamètre avec une masse au lancement d'environ 8 090 kg.
Le deuxième étage consiste en un moteur liquide Aerojet-General AJ-10 de 5,8 m de hauteur et de 0,8 m de diamètre, brûlant 1 520 kg de diméthylhydrazine non symétrique (UDMH) et d'acide nitrique fumant blanc (WIFNA) avec un réservoir d'hélium. Il produit une poussée de 32 600 N et une masse au lancement d'environ 1 990 kg. Cet étage contient le système de guidage et de contrôle.
Un moteur-fusée à propergol solide avec une poussée de 10 400 N (pendant 30 secondes) mit au point par Grand Central Rocket Co. pour satisfaire aux exigences du troisième étage. L'étage a une hauteur de 1,5 m, un diamètre de 0,8 m et une masse au lancement de 194 kg. Un boîtier en acier comporte un dôme pour supporter le satellite
La hauteur totale du véhicule avec le satellite est d'environ 21,9 mètres. La capacité de la charge utile est de 11,3 kg sur une orbite terrestre basse de 555 km. Un lancement nominal met à feu le premier étage durant 144 secondes, et amène le lanceur à une altitude de 58 km, suivie du deuxième étage durant 120 secondes à 480 km d'altitude, après quoi le troisième étage largue le satellite en orbite à 555 km d'altitude. Il s'agit de la même configuration du lanceur, avec des modifications mineures, que celle utilisée pour tous les vols Vanguard suivants, y compris le lanceur Vanguard SLV-6.

## Déroulement de la mission
Le 17 mars 1958, le lanceur à trois étages Vanguard TV4 injecte le satellite sur une orbite terrestre elliptique de 654 km de périgée et de 3 969 km d'apogée. La période de révolution est de 134,27 minutes et l'inclinaison de 34,25°. Il est calculé que le satellite devait rester en orbite durant 2 000 ans, mais l'augmentation constatée de la traînée  due à l'atmosphère durant les périodes de forte activité solaire ont ramené la durée de son séjour en orbite à environ 240 ans. Vanguard 1 est le plus ancien satellite artificiel encore en orbite terrestre. Depuis, le satellite est suivi par les radars du NORAD (North American Aerospace Defense Command) ou, à l'occasion, grâce à des moyens optiques depuis la Terre.

## Résultats

### Géodésie
Les deux émetteurs, utilisés dans le cadre du projet « satellites scientifiques » de l'Année géophysique internationale (AGI), servent comme éléments d’un système de comparaison de phase par angle d'incidence . Les résultats de mesure conduisent à déterminer que la Terre a une forme de poire dont la « tige » correspond au pôle Nord.

### Ionosphère
Les émetteurs permettent également de mesurer le nombre total d'électrons dans l'ionosphère entre le satellite et les stations au sol.

### Densité atmosphérique
La forme symétrique de Vanguard 1 conduit les expérimentateurs à l'utiliser pour mesurer et étudier la densité de la haute atmosphère en fonction de l'altitude, de la latitude, de la saison et de l'activité solaire. Les densités à proximité du périgée sont déduites des observations séquentielles de la position du satellite, en utilisant des moyens optiques (réseau de caméras Baker-Nunn) ou des moyens radios et/ou radars.